# Mareanivka, Bar
Mareanivka (în ucraineană Мар`янівка) este un sat în comuna Volodiivți din raionul Bar, regiunea Vinnița, Ucraina.

## Demografie
Componența lingvistică a localității Mareanivka
     Ucraineană (99,78%)
     Alte limbi (0,22%)
Conform recensământului din 2001, majoritatea populației localității Mareanivka era vorbitoare de ucraineană (99,78%), existând în minoritate și vorbitori de alte limbi.